# 雇员基金
雇员基金（瑞典語：Löntagarfonder），有时称为挣工资者基金，是一种社会主义版本的主权财富基金。瑞典政府对公司利润征税，并将部分税收投入专门的基金，用于购买上市瑞典公司的股份，目的是逐步将中型和大型公司的所有权从私人转移到集体雇员所有制。这些基金由瑞典工会代表控制。
1970年代，瑞典社会民主工人党提出“雇员基金”的理念，并在1982年—1991年实施。这一做法被称为“基金社会主义”。
在2020年美国总统选举期间，总统候选人伯尼·桑德斯曾提议在美国采用雇员基金的模式。